# MV Rozi
MV Rozi är en bogserbåt byggd i Bristol av Charles Hill & Sons Ltd som sjösattes 1958 med namnet Rossmore. Hon tillhörde Johnston Warren Lines Ltd fram till 1969, då hon såldes till Rea Towing Company och fick namnet Rossgarth och trafikerade Liverpools hamnar. År 1972 såldes hon till Mifsud Brothers (Malta Ship Towage) Ltd och seglade slutligen från Liverpool till Malta 1973 och registrerades in på Malta. Därefter, 1981, såldes hon till bolaget Tug Malta och fick då sitt slutliga namn Rozi och gick som bogserbåt i Grand Harbour i Valletta. År 1992 togs hon ur bruk och sänktes som ett artificiellt rev vid Cirkewwa på Malta där hon i dag finns att besöka. Hon ligger på botten på cirka 35 meters djup.
Att dyka på MV Rozi är inte svårt och det finns möjlighet att penetrera vraket.

## Bildgalleri

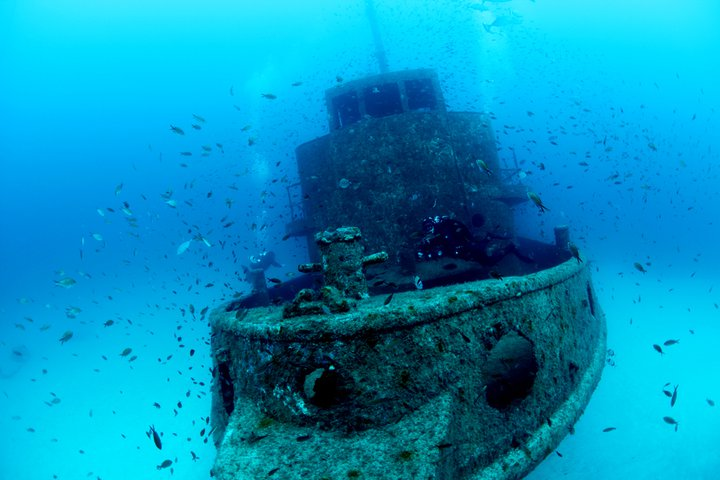
Fören
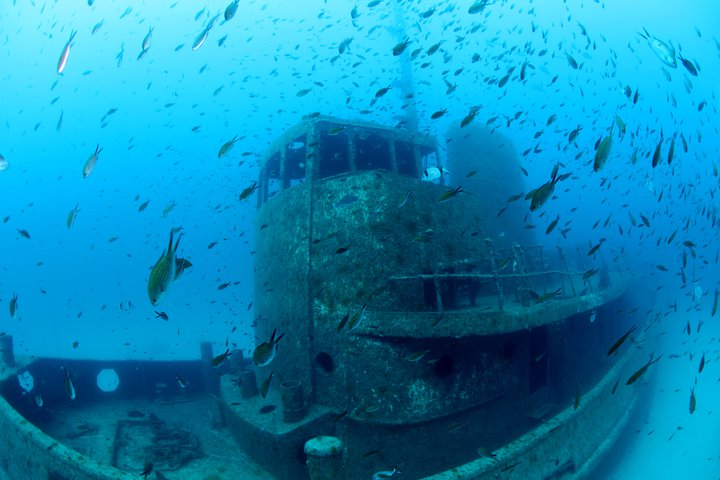
Styrhytten
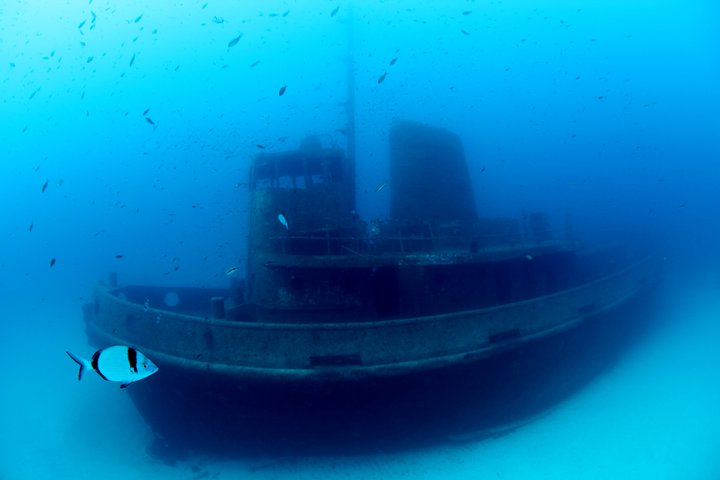
Babord sida
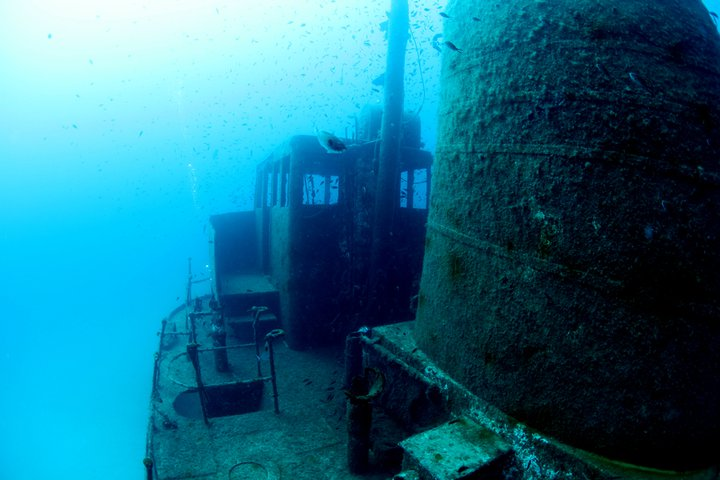
Styrhytten bakifrån babordsida
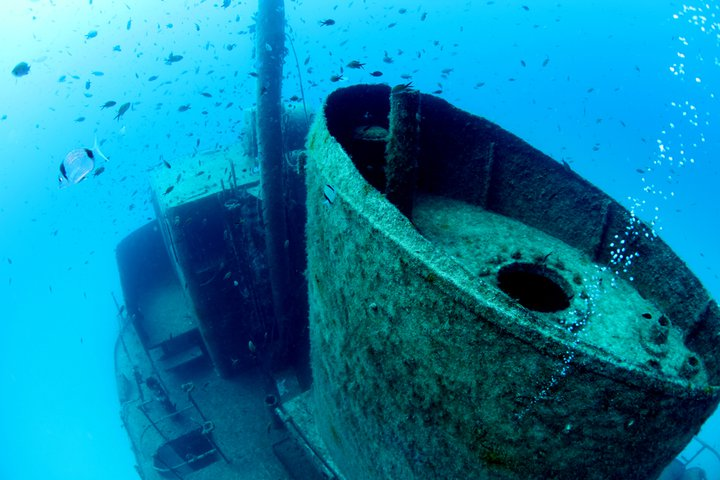
Skorstenen